# سیارک ۸۳۶۰۰
سیارک ۸۳۶۰۰ (به انگلیسی: 83600 Yuchunshun، نامگذاری:2001SM266) هشتاد و سه هزار و ششصدمین سیارک کشف شده‌است که در ۲۵ سپتامبر ۲۰۰۱ کشف شد.